# Птіцин Юрій Михайлович
 Юрій Михайлович Птіцин (8 березня 1945, Житомир — †16 травня 2004) — журналіст, кіноаматор, голова Житомирської Спілки кіномитців.

## Біографія
Народився 8 березня 1945 року в місті Житомирі. Закінчив Житомирський філіал Київського політехнічного інституту. Був членом  Спілки Журналістів, головою Житомирської Спілки кіномитців. Працював у редакції газети «Про Житомир». Вів передачі на обласному радіо і телебаченні. Помер 16 травня 2004 року.

## Автор фільмів
- «Твій ювілей, Житомир»,
- «Дума про Житомир»,
- «Житомирская весна-90»,
- «Перспектива» (про екологічну ситуацію в Житомирі),
- «Надія»,
- «Нитка Аріадни або…»,
- «Афганістан не став іще історією»,
- «Чоловіча професія»,
- «Дружба, скріплена кров'ю»,
- «Монолог про любов»,
- «Сад чудес».